# النوزيما
النوزيما هو مرض بكتيري يصيب نحل العسل يسبب له إسهال حاد يؤدي إلى موت النحلة.

## العامل المسبب
العامل المسبب لهذا المرض هو جراثيم مجهرية اسمها العلمي nozima apis zander من عائلة nozematidae

## الأعراض
1. صعوبة الطيران
2. انتفاخ البطن
3. تلوث مدخل الخلية والجدران الخارجية ببراز النحل قاتم اللون
4. نحل زاحف على الأرض

## العلاج
استعمال دواء الفوماجيلين fumagilin مع محلول سكري	